# Músculo depresor superciliar
El músculo depresor superciliar (musculus depressor supercilii) es un músculo compuesto por las fibras de la parte orbital del músculo orbicular de los ojos inserto en la ceja.

## Características
El músculo depresor superciliar es un músculo del ojo humano. La naturaleza de este músculo está en discusión. Pocos ilustradores anatomistas lo incluyen (Netter, Et al.) y muchas autoridades consideran que es parte del músculo orbicular de los párpados.
Por otra parte, muchos dermatólogos, oftalmólogos y cirujanos plásticos sostienen de que el depresor superciliar es un músculo aparte, debido a que tiene un efecto individual y claro en cuanto al movimiento de la ceja y la piel de la glabela.

## Origen e inserción
El depresor superciliar se origina en el borde orbitario medial, cerca del hueso lagrimal, insertándose en la cara medial de la órbita ósea, por debajo del corrugador superciliar. En algunos especímenes muestran dos inserciones, mientras que en otras, solo una.